# Abdi Nazemian
Abdi Nazemian es un autor, guionista y productor iraní-estadounidense cuya novela iniciática, The Walk-In Closet, ganó el Premio Literario Lambda en 2015.

## Trayectoria
Su primera novela juvenil, The Authentics, fue lanzada el 8 de agosto de 2017 por la editorial Balzer + Bray de HarperCollins.
Nazemian es un exalumno de la escuela secundaria Choate Rosemary Hall. Fue en Choate donde nació su vocación por convertirse en escritor. Nazemian continuó su educación en la Universidad de Columbia y luego en la Universidad de California, Los Ángeles, donde recibió un MBA.
Desde entonces, Nazemian también ha trabajado como guionista, incluyendo las películas Menéndez: Blood Brothers, Beautiful Girl, Celeste in the City y The Quiet. Como jefe de desarrollo de Water's End Productions, 
Nazemian se ha desempeñado como productor ejecutivo o productor asociado en numerosas películas, incluyendo Call Me By Your Name, It Happened In L.A., The Price y The House of Tomorrow.

## Reconocimientos
En 2015, Nazemian fue el ganador de la 27 edición de los Premios Literarios Lambda por su novela The Walk-In Closet.

## Vida personal
Nazemian es abiertamente gay.